# إس في تيناشيوس

إس‌في تينيشس

إس‌في تينيشس هي سفينة تدريب شراعي خشبية حديثة بريطانية، صُممت خصيصًا في تسعينيات القرن العشرين. وعند اكتمال بنائها عام 2000، كانت أكبر سفينة خشبية تُبنى في المملكة المتحدة منذ أكثر من 100 عام.

## التصميم والبناء
بُنِيت السفينة بواسطة صندوق اليوبيل للإبحار، وصممها توني كاسترو. ومع اللورد نلسون، تشكّل السفينتان الوحيدتان من نوع السفن الشراعية الطويلة في العالم المصممتان بحيث يتمكن الأشخاص من ذوي الإعاقة وغيرهم من الإبحار كأفراد طاقم، لا كركّاب. من بين الميزات التي لا توجد في السفن الأخرى: مصاعد للكراسي المتحركة تغطي كامل السفينة، ونظام تسلق فريد يمكّن مستخدمي الكراسي المتحركة من الصعود إلى الأعلى (بمساعدة أو بشكل مستقل)، وبوصلة ناطقة لذوي الإعاقة البصرية، وأنظمة صوتية لضعاف السمع، وأثاث قابل للتعديل لمن يعانون من صعوبات حركية، وعصا تحكم لمساعدة من لديهم مشكلات في القدرة الحركية الدقيقة على توجيه السفينة. ويؤدي الجميع دورًا فعّالًا وكاملًا في الرحلة البحرية. صندوق اليوبيل للإبحار منظمة خيرية معتمدة من الأمم المتحدة، تقدّم مغامرات بحرية للأشخاص من جميع القدرات والخلفيات. وتعود ملكية السفينة وتشغيلها لشركة (Jubilee Sailing Trust (Tenacious) Ltd).
أُطلقت السفينة الشراعية تينيشس في عام 2000، وهي أكبر السفن الشراعية الطويلة الخشبية التي تُبنى في المملكة المتحدة خلال المئة عام الأخيرة. يبلغ طولها 65 متر شاملاً الصارية الأمامية، وهي مجهّزة بصارية برك بثلاثة صواري، مع صاريي ميزان مزودين بشراع جاف. يبلغ طول سطحها 49.85 متر، وطول هيكلها 54.02 متر، وعرضها عند أوسع نقطة 10.6 متر. وتُزاح السفينة بحوالي 714 طنًا (في موسم الصيف). وأفاد بيان صحفي صادر عن مهرجان بلفاست البحري بتاريخ 22 يونيو 2006 أن تينيشس هي "أكبر سفينة خشبية لا تزال طافية".

## التاريخ
انطلقت الرحلة الأولى للسفينة في 1 سبتمبر 2000 من ساوثهامبتون إلى سارك وسانت هيلير وويموث، قبل أن تعود إلى ساوثهامبتون. تعود ملكية السفينة إلى مؤسسة خيرية مقرها المملكة المتحدة، هي صندوق اليوبيل للإبحار، التي تمتلك أيضًا سفينة شراعية طويلة يبلغ طولها 42 مترًا هي STS اللورد نلسون (يبلغ طولها الإجمالي بما في ذلك الصارية الأمامية 55 متر، وطول خط الماء فيها 37 متر.
ظهرت السفينة تينيشس في الموسم الأول من برنامج قناة تشانيل 5 التلفزيونية سيه باترول يو كيه، عندما أصيب أحد أفراد الطاقم بمرض استدعى نقله جواً إلى المستشفى بواسطة مروحية ويستلاند سي كينغ التابعة لـسلاح الجو الملكي. وبسبب ارتفاع الصواري والحبال، شكّل ذلك تحدياً للطيار وفريق الإنقاذ بالحبال، غير أن عملية الإنقاذ نجحت ونجا أفراد الطاقم من حالة كانت مهددة للحياة.
في ديسمبر 2023، أعلن صندوق اليوبيل للإبحار أن الشركة المالكة لسفينة تينيشس أصبحت معسرة وتم تصفيتها، وأُلغيَت جميع الرحلات البحرية المستقبلية. وفي عام 2024، تشكّلت مجموعة حملات تحت اسم "أنقذوا السفينة الشراعية تينيشس" بهدف إنقاذ السفينة.

## روابط خارجية
- الموقع الرسمي السابق (2018)